# Récupération sur erreur
La récupération sur erreur est l'ensemble des techniques permettant de continuer une analyse syntaxique malgré la présence d'erreur de syntaxe. La récupération sur erreur est utilisée notamment en techniques de compilation pour éviter qu'un compilateur ne s'arrête à la première erreur trouvée. Une fois la récupération sur erreur utilisée, l'analyse d'un code source peut continuer, mais dans un mode dégradé. En effet, la récupération sur erreur peut :
- Soit induire une non détection d'autres erreurs
- Soit introduire des erreurs qui n'existent pas dans le source.

## Techniques de récupération sur erreur
Il existe plusieurs techniques de récupération sur erreur. En particulier :
- Le mode panique, cas extrême du mode dégradé
- La correction locale
- Les productions erreurs
- La correction globale